# Else Lasker-Schüler
Else Lasker-Schüler (Elberfeld, 11. veljače 1869. – Jeruzalem, 22. siječnja 1945.), njemačka književnica
Otac joj je bio arhitekt. Udala se za liječnika Dr. Laskera i razvela se 1899. godine i pretežito živjela u Berlinu. Godine 1901. ponovo se udaje, za izdavača časopisa "Sturm", Herwartha Waldena. Živjela je boemskim životom, nikad nije posjedovala svoj dom, već je živjela u iznajmljenim malim sobama. Godine 1933. emigrirala je u Švicarsku, zatim Egipat i 1937.godine u Jeruzalem, gdje je i umrla u siromaštvu i bolesti. 
Surađivala je s časopisima: "Weisse Blätter", "Aktion", "Sturm". Kroz njezine radove provlače se rajnski zavičaj, židovska religioznost i suvremena njemačka duhovnost. Pišući u duhu ekspresionizma, kojem je i preteča, sve se više razvijala u smjeru fantastične i egzotične simbiolike drevnoga istočnjačkog svijeta. Njezina lirika je slikovita, osjećajna i puna vizionarskih elemenata.
Njezini prijatelji bili su Theodor Daubler, F. W. Murnau, Franz Marc, Georg Trakl i Gottfried Benn. Na hrvatski su je prevodili Miroslav Krleža, Oto Šolc i Mario Kopić.

## Djela
- "Styx", 1902.
- "Moja čudesa", 1911.
- "Hebrejske balade", 1913.
- "Princ od Tebe"
- "Moj plavi glasovir", 1943.

## Hrvatski prijevodi
- Iz suvremene njemačke lirike, Hrvatska revija, br. 11, 1931. Preveo Miroslav Krleža
- Else Lasker-Schüler, Poezija, Mladost, Zagreb 1963. Preveo Oto Šolc
- Else Lasker-Schüler, Lirika, Društvo dubrovačkih pisaca, Dubrovnik 2013. Preveo Mario Kopić